# Роговичі (Вілейський район)
Роговичі (біл. вёска Роговічы) — село в складі Вілейського району Мінської області, Білорусь. Село підпорядковане В'язинській сільській раді, розташоване в північній частині області.